# Amorphophallus elliottii
Amorphophallus elliottii là một loài thực vật có hoa trong họ Ráy (Araceae). Loài này được Hook.f. mô tả khoa học đầu tiên năm 1894.